# Paralympische Zomerspelen 1992
De IXe Paralympische Zomerspelen werden in 1992 in Barcelona, Spanje gehouden, waar dat jaar ook de Olympische Spelen werden gehouden.

## Medaillespiegel
Het IPC stelt officieel geen medaillespiegel op, maar geeft desondanks een medailletabel ter informatie. In de spiegel wordt eerst gekeken naar het aantal gouden medailles, vervolgens de zilveren medailles en tot slot de bronzen medailles.
De onderstaande tabel geeft de top-10, aangevuld met België. In de tabel heeft het gastland een blauwe achtergrond.
| Plaats | Land             | NPC | Goud | Zilver | Brons | Totaal |
| 1      | Verenigde Staten | USA | 75   | 52     | 48    | 175    |
| 2      | Duitsland        | GER | 61   | 51     | 59    | 171    |
| 3      | Groot-Brittannië | GBR | 40   | 47     | 41    | 128    |
| 4      | Frankrijk        | FRA | 36   | 36     | 34    | 106    |
| 5      | Spanje           | ESP | 34   | 31     | 42    | 107    |
| 6      | Canada           | CAN | 28   | 21     | 26    | 75     |
| 7      | Australië        | AUS | 24   | 27     | 25    | 76     |
| 8      | Gezamenlijk team | EUN | 16   | 14     | 15    | 45     |
| 9      | Nederland        | NED | 14   | 14     | 11    | 39     |
| 10     | Noorwegen        | NOR | 13   | 13     | 7     | 33     |
|        |                  |     |      |        |       |        |
| 21     | België           | BEL | 5    | 5      | 7     | 17     |

## Deelnemende landen
De volgende 82 Nationaal Paralympisch Comités werden naast Onafhankelijk paralympisch deelnemers tijdens de Spelen door een of meerdere sporters vertegenwoordigd: